# Zyklon B
Zyklon B, trgovačko ime pesticida na bazi cijanida koji je 1922. godine razvijen u Njemačkoj
Sadržava cijanovodičnu kiselinu (njem. Blausäure za kraticu B), stabilizator, odorant, metil 2-bromoacetat i adsorbente.
Proizvodila ga je tvrtka Degesch (Deutsche Gesellschaft für Schädlingsbekämpfung mbH), osnovana 1919. godine.
Pomoću njega su nacionalsocijalisti ubili milijune ljudi iz cijele Europe. Koristio se od 1941. do 1945. godine u sabirnim logorima u Auschwitzu, Majdaneku, Sachsenhausenu, Ravensbrücku, Stutthofu, Mauthausenu i Neuengammeu.